# Hamchang-eup
Hamchang-eup (koreanska: 함창읍, 咸昌邑) är en köping i den centrala delen av Sydkorea, 150 km sydost om huvudstaden Seoul. Den ligger i kommunen Sangju i provinsen Norra Gyeongsang.